# Луза (приток Юга)

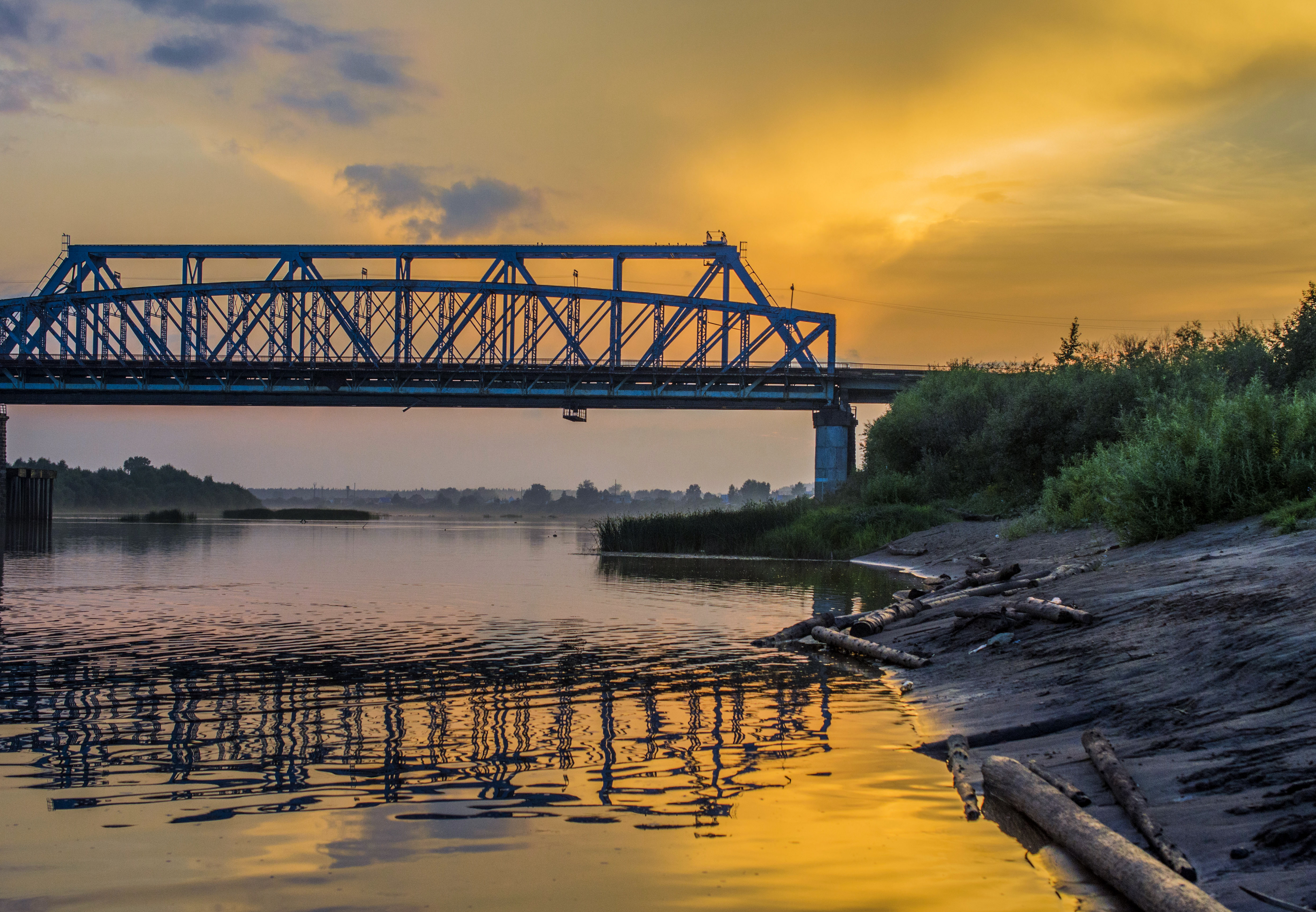
Река Луза в Лузском районе

Лу́за (коми Важ Луз, от саам. лӯсс «сёмга») — река в Кировской области, Республике Коми и Вологодской области, правый и крупнейший приток реки Юг (бассейн Северной Двины), равный ей по длине.

## География

Бассейн Северной Двины

Длина реки — 574 км, площадь бассейна — 18 300 км². Средний расход воды в устье — 135 м³/с.
Исток Лузы в Опаринском районе Кировской области близ границы с Республикой Коми, неподалёку от посёлка Вазюг. Исток расположен среди холмов Северных Увалов, на глобальном водоразделе Северной Двины и Волги, рядом находятся верховья реки Кузюг. В верховьях Луза течёт на северо-восток, перетекает в Прилузский район Республики Коми, затем поворачивает на север, а затем на запад, выдерживая общее направление на запад вплоть до устья. В среднем течении возвращается в Кировскую область, пересекает с востока на запад Лузский район, в нижнем течении перетекает в Вологодскую область. Впадает в Юг в 22 км к юго-востоку от Великого Устюга. На реке — плотины двух малых ГЭС. Русло очень извилистое, течение быстрое, в межень обнажаются перекаты. В нижнем течении образует многочисленные старицы и острова. Ширина реки в низовьях около 160 метров, скорость течения — 0,4 м/с.

## Гидрология
Питание смешанное, с преобладанием снегового. Среднегодовой расход воды в 99 км от устья — 132 м³/с. Замерзает в конце октября — ноябре, вскрывается во 2-й половине апреля — начале мая.
| Средний расход воды (м³/с) реки Лузы по месяцам и за год с 1955 по 1999 гг. (замеры производились на гидрологическом посту в 99 км от устья) |

## Притоки
Крупнейшие притоки Лузы — реки Лала (длина 172 км), Лёхта (длина 146 км) и Поруб (длина 127 км).
Крупные притоки (длина более 40 км, указано расстояние в км от устья):
- 79 км: река Лунданка (лв)
- 89 км: река Залесская Лала (пр)
- 102 км: река Лала (пр)
- 104 км: река Шилюг (пр)
- 137 км: река Надеева (лв)
- 175 км: река Шелюг (лв)
- 179 км: река Лёхта (пр)
- 192 км: река Вонил (лв)
- 211 км: река Коржа (лв)
- 259 км: река Поруб (пр)
- 275 км: река Дёб (пр)
- 300 км: река Большая Нюла (пр)
- 337 км: река Тулом (пр)
- 359 км: река Ожин (пр)
- 360 км: река Соль (лв)
- 379 км: река Лэпью
- 385 км: река Седка (пр)
- 419 км: река Гыркуль (лв)
- 449 км: река Сокся (пр)
- 485 км: река Ула (лв)
- 494 км: река Тылай (пр)

## Населённые пункты
В среднем течении расположены сёла Ношуль, Объячево, Спаспоруб; в нижнем — город Луза и посёлок городского типа Лальск. От названия реки образованы название района Кировской области (Лузский), название района Республики Коми (Прилузский) и один из крупных лесозаготовителей в районе — ООО «Лузалес».

## Хозяйственное использование
Ранее имела большое торговое значение как часть пути из Центральной России в Архангельск.